# Jerzy Stuhr

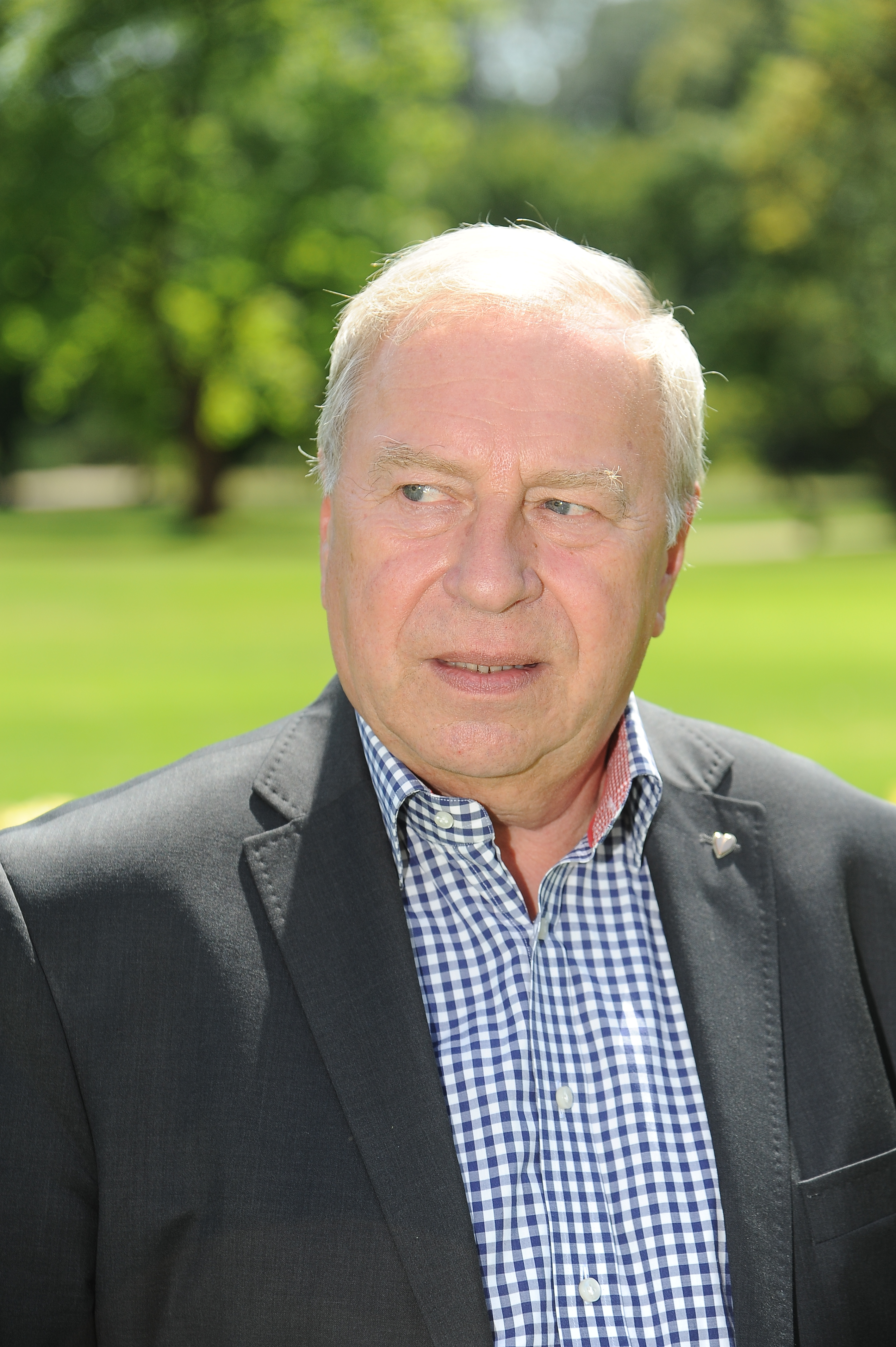
Jerzy Stuhr

Jerzy Oskar Stuhr (n. 18 aprilie 1947, Cracovia, Polonia – d. 9 iulie 2024, Cracovia, Polonia) a fost un actor și regizor de film polonez. El a interpretat roluri principale în mai multe filme regizate de Krzysztof Kieślowski.

## Filmografie
- Trzecia część nocy (1970) - regizat de Andrzej Żuławski
- Milion za Laurę (1971)
- Na wylot (1972)
- Die Schlüssel (1974)
- Cicatricea (Blizna) (1976) - regizat de Krzysztof Kieślowski
- Spokój (1976) - regizat de Krzysztof Kieślowski
- Prezentatorul (Wodzirej, 1978)
- Bez znieczulenia (1978) - regizat de Andrzej Wajda
- Aktorzy prowincjonalni (1978) - regizat de Agnieszka Holland
- Amatorul (Amator, 1979) - regizat de Krzysztof Kieślowski
- Noroc chior (Przypadek, 1981) - regizat de Krzysztof Kieślowski
- Seksmisja (1983) -  regia  Juliusz Machulski
- Rok spokojnego słońca (1984) - regizat de Krzysztof Zanussi
- Decalogul (Dekalog, 1988) - regizat de Krzysztof Kieślowski
- Trei Culori: Alb (Trzy kolory: Biały, 1993) - regizat de Krzysztof Kieślowski
- Habemus papam (2011) - regizat de Nanni Moretti